# 刚迦王国
根據在《马来纪年》中的記載，刚迦王国是過去建立在霹靂的传说古国，它所在的位置涵括現在的木威（Beruas）、天定地區（Dindings，今霹靂州曼絨縣），歷史学者的研究相信这個古国的王都定于如今的木威，同时它在注輦國王拉真陀羅在1025年直1026年之間发起的戰爭中滅亡。而根據另一部馬來史書－《吉打纪年》的記載，刚迦王国是由来自吉打王国的Raja Ganjil Sarjuna在2世紀以前所建立的。

## 命名
刚迦王国的国名在梵文中的意思解做「永恆的城市」，这个名字和北印度的斯里根加訥格爾縣（古稱「甘加納加城」）同样起源自剑浮沙（Kambuja）族，剑浮沙是源自帕米尔高原和巴达克山地区的原住民族；在大約2000年前，他们相续在湄公河和马来群岛等由扶南、真腊、占城、吴哥、狼牙脩、婆羅浮屠、室利佛逝等强權控治的地区建立起屬于自己的王国，历史记载剑浮沙族的足跡遍布如今的斯里蘭卡、泰国、柬埔寨和馬來亞半島地區。

## 另見
- 馬來世界
- 布央谷
- 哥打宜蘭洞窟
- 劍浮沙
- 占城

## 資料來源
- National Library of Malaysia. Sejarah Malaysia. URL accessed April 14 2006.
- Laman Rasmi Muzium-Muzium Negeri Perak. URL accessed April 14 2006.